# Martin O'Donnell (compositore)
Martin O'Donnell (Westchester, 1º maggio 1955) è un compositore statunitense noto per il suo lavoro sulle serie di videogiochi Myth, Oni, Halo e Destiny realizzate dalla casa sviluppatrice Bungie.
O'Donnell ha collaborato con il suo collega Michael Salvatori per molte delle colonne sonore; ha anche diretto il doppiaggio e il sound design per la trilogia di Halo ed è stato il responsabile audio di Bungie fino all'11 aprile 2014.
Ha iniziato la sua carriera nella musica scrivendo jingle televisivi e radiofonici, musiche di intervallo per stazioni radio e colonne sonore per cortometraggi. È passato alla composizioni della musica per videogiochi quando la sua azienda, TotalAudio, ha realizzato il sound design per il gioco Riven del 1997. Dopo aver prodotto la musica di Myth II, Bungie ha assunto O'Donnell per lavorare su altri loro progetti, tra cui Oni ed il progetto che sarebbe diventato successivamente Halo: Combat Evolved. Finì per entrare a far parte dello staff ufficiale solo dieci giorni prima che l'azienda venisse acquistata da Microsoft, e diventò il direttore del suono per tutti i progetti di Bungie fino a quando non venne licenziato.
La colonna sonora di O'Donnell per la trilogia di Halo è stata acclamata dalla critica, facendogli guadagnare diversi premi, e la distribuzione commerciale della musica di Halo 2 è stata la colonna sonora di videogiochi più venduta di tutti i tempi negli Stati Uniti. Ha continuato a comporre le colonne sonore di Halo 3 (2007), Halo 3: ODST (2009) e Halo: Reach (2010). Il suo lavoro finale per Bungie è stato comporre musica per il videogioco Destiny (2014) che non è mai stata utilizzata. Ha fatto causa con successo a Bungie per averlo licenziato dalla società a causa di stipendi non pagati. Successivamente, ha co-fondato Highwire Games e composto la colonna sonora per il loro gioco in realtà virtuale di debutto Golem che è stato pubblicato alla fine del 2019.

## Primi anni di vita e carriera
O'Donnell descrive la sua educazione come "tipica"; ha ricevuto lezioni di pianoforte e voleva fondare un gruppo rock quando frequentava la scuola media. Suo padre girava film mentre sua madre insegnava pianoforte. Nonostante il suo interesse per il rock progressivo e fusion, O'Donnell finì per studiare musica classica e composizione al Wheaton College Conservatory of Music e conseguì una laurea magistrale in musica con lode presso la University of Southern California nei primi anni '80.
Dopo la laurea, O'Donnell si trasferì a Chicago,dove si aspettava che avrebbe insegnato presso l'American Conservatory of Music. Tuttavia quel lavoro non andò bene e iniziò a lavorare come Macchinista teatrale nel mondo del cinema e della televisione. Iniziò la sua carriera nel campo musicale dopo che uno dei suoi colleghi che conoscevano la sua formazione lo contattò per musicare un suo film. O'Donnell parlò con il suo amico Michael Salvatori, che aveva uno studio di registrazione, e si è offerto di dividere i profitti del lavoro con lui; i due divennero instancabili partner.
Dopo aver completato la colonna sonora di un film e di alcuni spot pubblicitari, i due decisero di lasciare il loro lavoro quotidiano e di iniziare a produrre insieme musica a Chicago, dove fondarono una società di produzione chiamata TotalAudio. O'Donnell compose la musica dei jingle di Mr. Clean e Flinstones Vitamins. Dopo quindici anni trascorsi a comporre per spot televisivi e radiofonici, decise di voler lavorare alle colonne sonore dei videogiochi: "Speravo di trovare un altro mezzo che fosse nuovo e all'avanguardia e una specie di selvaggio West", disse O'Donnell.

## Videogiochi
Nel 1993, Dick Staub, un personaggio radiofonico di Chicago e amico di O'Donnell, chiese a O'Donnell se il suo figlio diciottenne Josh potesse visitare il suo studio, poiché era interessato all'audio dei videogames. O'Donnell acconsentì e parlando con Josh venne a conoscenza che lui aveva degli amici a Spokane, Washington, che stavano realizzando un gioco di cui O'Donnell non aveva mai sentito parlare, Myst. presto si rese conto che l'industria dei videogiochi stava facendo passi da gigante nella composizione di "musica autentica", che contenesse elementi drammatici. O'Donnell fece conoscenza con gli sviluppatori del gioco, tra cui i fratelli Rand e Robyn Miller, e fu assunto quattro anni dopo come sound designer per Riven il sequel di Myst. Tra i titoli a cui giocavano gli sviluppatori di Riven era presente un titolo chiamato Marathon, creato da Bungie con sede a Chicago. Sulla strada del ritorno O'Donnell scrisse a un membro dello staff alla ricerca di una posizione lavorativa.
Nello stesso anno, TotalAudio produsse la musica per il videogioco di Bungie Myth: The Fallen Lords lo stesso anno. In seguito compose la colonna sonora di Septerra Core: Legacy of the Creator di Valkyrie Studio, durante la quale O'Donnell incontrò Steve Downes, che in seguito avrebbe raccomandato come attore vocale per Master Chief. O'Donnell descrisse il suo lavoro su Septerra Core come il suo compito più difficile; durante la produzione lo studio di TotalAudio venne raso al suolo da un incendio, ed egli dovette essere issato attraverso una finestra per salvare circa 20 ore di registrazioni. 
Qualche tempo dopo aver prodotto la musica per Myth II, Bungie mise sotto contratto O'Donnell per molti altri progetti, tra cui il gioco in terza persona Oni. Nel 1999 Bungie volle discutere nuovamente i contratti per Oni, e le negoziazioni si conclusero con l'entrata di O'Donnell nel team di Bungie, solo 10 giorni prima che l'azienda venisse acquisita da Microsoft. O'Donnell fu uno dei pochi tra una manciata di dipendenti che continuò a lavorare per la azienda fino a quando non venne licenziato nel 2014. Mentre O'Donnell lavorava per Bungie, Salvatori gestiva il lato commerciale di TotalAudio.

## La Serie Halo
Dopo aver prodotto la colonna sonora di Oni, O'Donnell venne incaricato di comporre la musica per il progetto successivo di Bungie, che sarebbe stato svelato all'E3 2000. Dopo aver parlato con Joseph Staten, O'Donnell decise che la musica sarebbe dovuta essere "immensa, eccitante e inusuale, con un tocco di un'orchestra classica per dargli del peso e statura. Volevamo anche che avesse una sensazione 'antica'". O'Donnell giunse all'idea di aprire il brano con un coro gregoriano ed annotò la melodia mentre era nella sua auto. Poiché non sapeva quanto sarebbe stata lunga la presentazione, O'Donnell creò delle sezioni di apertura e chiusura "pastose" che potevano essere allungate o tagliate per il tempo necessario a dare spazio alla sezione ritmica centrale. La traccia fu completata in una giornata e inviata a New York quella notte stessa; la musica risultante divenne la fondazione per il suono distintivo e "altamente riconoscibile" della serie di Halo, e anche ciò che è stato chiamato uno dei meglio conosciuti temi per videogiochi. All'uso del coro nel tema principale è stato attribuito il merito di aver contribuito all'interesse popolare in quel genere. Halo usava un motore di gioco interattivo in grado di far cambiare la musica in risposta alle azioni del giocatore; da allora questo metodo non lineare è diventato di largo utilizzo. La colonna sonora di Halo e del suo sequel Halo 2 hanno raccolto premi come il Game Developers Choice Award e il Best Original Video Game Soundtrack dal Rolling Stone.
La musica di Halo 3 conteneva del perfezionamento e delle revisioni dei temi precedentemente ascoltati nella serie, perché O'Donnell sottolineava l'importanza di riutilizzare motivi precedenti nel capitolo finale della serie; il compositore voleva "dare sfogo" ai suoni epici del primo gioco. O'Donnell inserì anche un tema di pianoforte mai ascoltato prima, che fece la sua prima apparizione nel teaser di annuncio di Halo 3. In un'intervista, O'Donnell ha dichiarato che si è sempre approcciato alla musica partendo dalla tastiera, e che all'Electronic Entertainment Expo—dove il trailer sarebbe stato mostrato per la prima volta—nessun altro annuncio iniziava mai con un pianoforte. O'Donnell aveva nei suoi piani di comporre la musica all'ultimo minuto, dicendo di non avere intenzione di produrre un gran numero di tracce che poi non sarebbero mai state usate. "Fa diventare tutti pazzi ma andava bene per me e per il gioco nel migliore dei modi. Scrivere musica prima della fine semplicemente non fa per me", disse.
Per Halo 3: ODST, un'espansione pianificata per Halo 3 che poi diventò un gioco completo, O'Donnell e Salvatori abbandonarono tutti i temi precedenti di Halo e ne scrissero di nuovi. A causa del passaggio a un differente protagonista, O'Donnell creò della musica che era evocativa dei precedenti Halo ma ramificata in un'altra direzione. Poiché Bungie mirava a una storia più corta e da investigatore, O'Donnell ebbe la sensazione che un approccio influenzato dal jazz avrebbe funzionato meglio nell'echeggiare l'atmosfera da film noir.
Nella creazione della colonna sonora di Halo Reach, un prequel di Combat Evolved, O'Donnell volle creare musica con una sensazione più "raschiante" a causa della natura oscura della storia. Reach fu l'ultimo progetto di Halo a cui Bungie lavorò. O'Donnell definì la prospettiva di scrivere nuova musica contemporaneamente come una sfida e un sollievo per allontanarsi dai temi iconici di Halo.
Nel 2015, la musica della serie di Halo fu votata dagli ascoltatori nella Hall of Fame di Classic FM per la prima volta, raggiungendo la posizione 244.

## Destiny e Post-Bungie
Nel 2013, O'Donnell iniziò a comporre una suite sinfonica di 8 movimenti intitolata Music of the Spheres. In collaborazione con Paul McCartney oltre che con Michael Salvatori e C.Paul Johnson, la sinfonia conteneva musica che sarebbe dovuta essere implementata nel videogioco Destiny del 2014, e anche in altri capitoli futuri della serie. L'11 aprile 2014 O'Donnell annunciò via twitter che era stato licenziato da Bungie senza giusta causa. Nel giugno del 2014 depositò una causa contro il presidente della Bungie Harold Ryan, sostenendo di essere stato licenziato ingiustamente, e che Ryan aveva trattenuto la paga che gli spettava per le ferie e il tempo sabbatico. In una risposta depositata alla Corte Suprema di Washington, Ryan negava il misfatto. Il processo si concluse nello stesso mese, con un verdetto finale pronunciato il 4 settembre 2015, nel quale il tribunale dichiarava che "[...]Bungie ha violato il dovere della buona fede e del trattamento equo quando ha provocato la chiusura della posizione di O'Donnell e gli ha impedito qualunque forma di partecipazione al Profit Participation Plan". Ai D.I.C.E. awards del 2015, Destiny è stato premiato Outstanding Achievement in Original Music Composition e Outstanding Achievement in Sound Design.
Nel 2015, O'Donnell ha fondato lo studio di sviluppo di videogiochi Highwire Games. Ha lavorato alla colonna sonora del loro gioco di debutto, Golem, un gioco VR che è stato pubblicato il 15 novembre 2019. Un album prequel musicale del gioco, Echoes of the First Dreamer (The Musical Prequel to Golem) è stato pubblicato dall'etichetta di musica per videogiochi Materia Collective.

## Progetti musicali
| Anno | Nome                                                        | Sviluppatore   | Note                                                                                          |
| ---- | ----------------------------------------------------------- | -------------- | --------------------------------------------------------------------------------------------- |
| 1997 | Myth: The Fallen Lords                                      | Bungie         | Co-compositore con Michael Salvatori e Paul Heitsch                                           |
| 1998 | Myth II: Soulblighter                                       | Bungie         | Co-compositore con Michael Salvatori                                                          |
| 2001 | Oni                                                         | Bungie         |                                                                                               |
| 2001 | Halo: Combat Evolved                                        | Bungie         | Co-compositore con Michael Salvatori                                                          |
| 2004 | Halo 2                                                      | Bungie         | Co-compositore con Michael Salvatori                                                          |
| 2007 | Halo 3                                                      | Bungie         | Co-compositore con Michael Salvatori, C Paul Johnson, Stan LePard, Ivan Ives                  |
| 2010 | Halo: Reach                                                 | Bungie         | Co-compositore con Michael Salvatori, C Paul Johnson, Stan LePard, Ivan Ives                  |
| 2014 | Destiny original soundtrack                                 | Bungie         | Co-compositore con Michael Salvatori, C Paul Johnson, Paul McCartney, Skye Lewin, Stan LePard |
| 2014 | Destiny: Music of the Spheres (prequel musicale di Destiny) | Bungie         | Co-compositore con Michael Salvatori e Paul McCartney                                         |
| 2017 | Golem                                                       | Highwire Games |                                                                                               |
| 2017 | Echoes of the First Dreamer (prequel musicale di Golem)     | Highwire Games |                                                                                               |

## Raccolte
La musica di O'Donnell è stata confezionata in diverse raccolte. Per la colonna sonora di Halo, O'Donnell ha creato arrangiamenti "congelati" che rappresentano un'approssimazione di ciò che si può sentire nei livelli di gioco. La colonna sonora di Halo ha venduto oltre 40000 copie, ed è stata seguita da due differenti volumi della colonna sonora di Halo 2. I due volumi sono stati prodotti da Nile Rodgers, con il primo album pubblicato in sincrono con il gioco nel novembre del 2004 e diventato il più venduto di tutti i tempi della colonna sonora di un videogioco negli Stati Uniti. Il secondo è stato pubblicato oltre un anno e mezzo dopo la finalizzazione della colonna sonora.
La colonna sonora di Halo 3 è uscita nel novembre 2007 e include la collaborazione di un fan che è stato selezionato da O'Donnell, Rodgers e altri tra un pool di persone selezionate. Tutto il lavoro di O'Donnell sulla serie è stato riconfezionato come Halo Trilogy—The Complete Original Soundtracks nel dicembre 2008 assieme a delle tracce di anteprima per Halo Wars scritte dal compositore Stephen Rippy. La musica di Halo 3: ODST è stata pubblicata il 22 settembre 2009 in concomitanza con l'uscita del gioco in due CD. La colonna sonora di Halo Reach era disponibile in formato digitale già lo stesso giorno della pubblicazione del gioco, il 14 settembre 2010, mentre quella fisica su due CD il 28 settembre 2010.
Il 26 settembre 2014 venne pubblicata la colonna sonora di O'Donnell del primo capitolo di Destiny, poco prima del suo licenziamento.

## Composizione
O'Donnell usava un computer Apple Macintosh per la composizione. In un'intervista, O'Donnell diceva che avrebbe voluto che il suo software si fosse aggiornato più facilmente alle revisioni più nuove; "negli ultimi vent'anni di tecnologia, ogni volta che esce la nuova versione di qualcosa, la vecchia versione finisce nell'immondizia e io mi trovo impossibilitato a usare qualcosa da cui dipendevo". O'Donnell veniva coinvolto anche nell'implementazione della sua musica oltre che nella creazione ed era il responsabile audio di Bungie. Componeva in una stanza insonorizzata all'angolo dell'ufficio di Bungie, denominata "La Torre d'Avorio".
O'Donnell disse in un'intervista di ritenere che un problema con i giochi che riproducono la musica non-stop è di avere la sensazione che venga sminuito l'impatto generale. I compositori sono così forzati a scrivere musica d'ambiente, o musica molto leggera non guidata emotivamente, che è un danno. O'Donnell preferisce comporre la musica verso la fine del ciclo di sviluppo, piuttosto scrivendo per il tempismo finale di elementi come le cutscene e i cambi durante il gameplay.
O'Donnell attribuisce parte del successo del tema di Halo alla sua esperienza nella scrittura di Jingle. Per quella musica, O'Donnell doveva assicurarsi di scrivere musica che entrasse nella testa delle persone entro 15-30 secondi. O'Donnell spingeva Bungie a spendere soldi per reclutare cantanti e musicisti per riuscire a registrare il tema prima prima del Macworld, come modo di presentare una forte dimostrazione.
Tra i compositori di musica per videogiochi che O'Donnell ammira vi sono Jeremy Soule, Jason Hayes, Koji Kondo, e Nobuo Uematsu, ma riconosce che lui è più anziano della maggior parte di loro, e non può aver subito la loro influenza diretta. Invece la musica classica di Beethoven, Brahms e Barber, nonché gruppi di rock progressivo come Jethro Tull e Genesis hanno condizionato il gusto e le opere di O'Donnell.

Oltre a comporre, O'Donnell arrangia i suoi lavori. Ha creato un arrangiamento speciale che è stato utilizzato per un segmento di Halo 3 di Video Games Live a Londra, dopo il quale lo stesso O'Donnell fece la sua apparizione. È anche comparso, con e senza Michael Salvatori, in altri show che comprendono la sua musica, tra cui i tour successivi di Video Games Live e PLAY! A Video Game Symphony. 

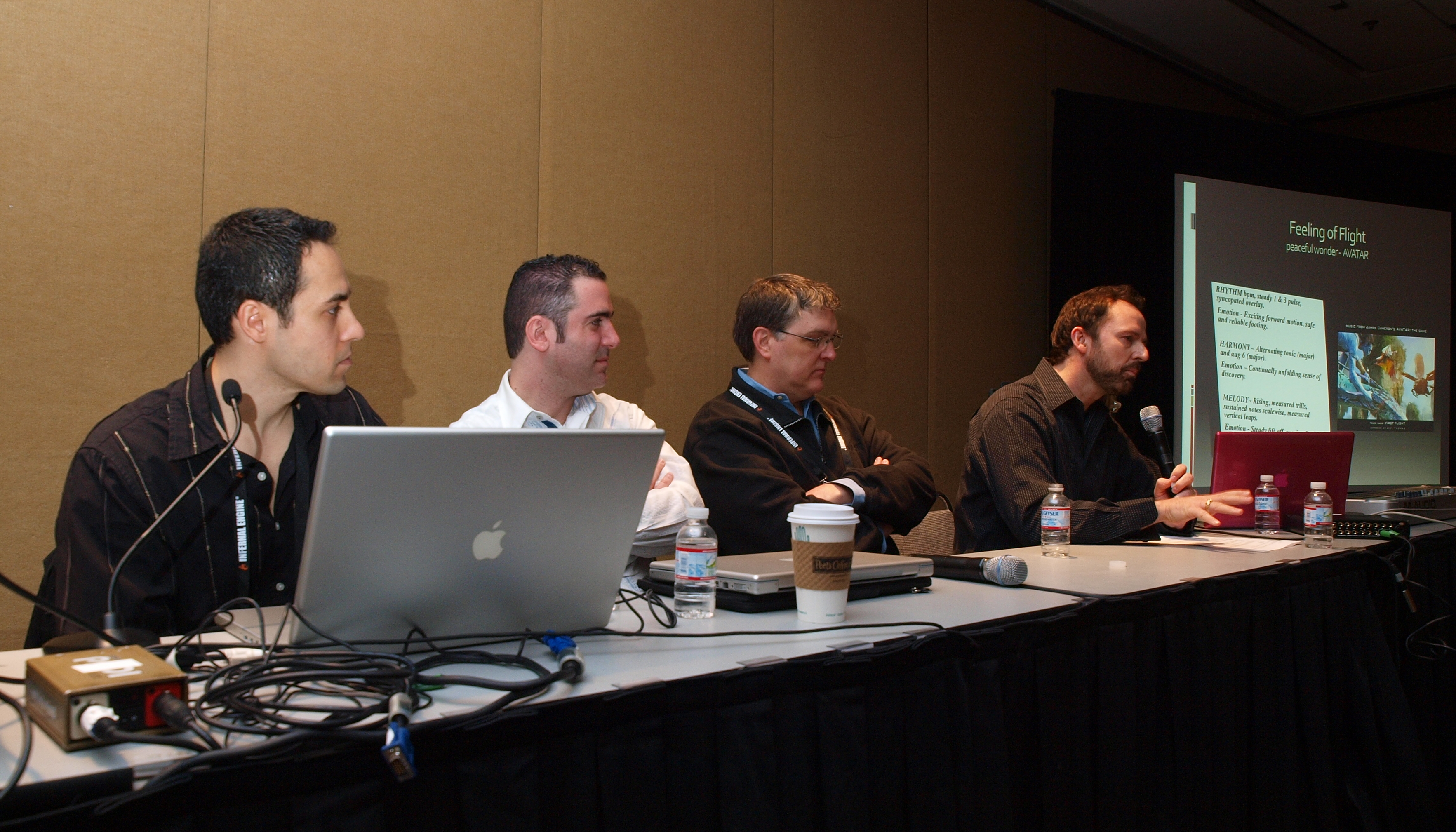
O'Donnell (secondo da destra) alla Game Developers Conference del 2010

## Vita privata
O'Donnell è sposato da più di 30 anni con sua moglie Marcie e ha due figlie, Alison e Christine. Esse hanno fatto parte di un coro di canto per il jingle commerciale delle Flinstones Chewable Vitamines, musicato da O'Donnell. Suo padre Bob ha dato la voce a "Surly Dwarf" in Myth e al "Profeta dell'Obiezione" in Halo 2. È morto nel 2018.
O'Donnell si autodescrive come un conservatore politico, e i colleghi di Bungie lo hanno descritto come l'impiegato più di destra dell'azienda.
Nonostante l'estensiva collaborazione con Bungie, presso la quale ha lavorato come dipendente per circa 15 anni, O'Donnell è rimasto co-proprietario e presidente di TotalAudio.